# Maurice Carton
Maurice Carton fue un deportista francés que compitió en remo. Ganó dos medallas en el Campeonato Europeo de Remo, bronce en 1897 y oro en 1898.

## Palmarés internacional
| Campeonato Europeo | Campeonato Europeo | Campeonato Europeo | Campeonato Europeo |
| Año                | Lugar              | Medalla            | Prueba             |
| ------------------ | ------------------ | ------------------ | ------------------ |
| 1897               | Pallanza (Italia)  | Medalla de bronce  | Ocho con timonel   |
| 1898               | Turín (Italia)     | Medalla de oro     | Dos con timonel    |